# Tephrosia acaciifolia
Tephrosia acaciifolia es una especie de planta fanerógama del género Tephrosia de la familia de las fabáceas, originaria de África.

## Descripción
Es una planta anual erecta, hierba perennifolia que alcanza un tamaño de 0,6-1 (1,3) m de altura, con una raíz pivotante; tallos simples muy ramificados con pelos blancos o leonados, adpreso o en difusión; las hojas unifolioladas.

## Ecología
Se encuentra en los herbazales en las fuentes de los ríos; como corto pasto de cosecha; en los márgenes de los bosques; con Julbernardia y con Combretum en arbolado y pastizales; bosques, campo abierto; a menudo en bordes de la carretera; etc ....
Varía en el tipo de forma de vida y el hábito: plantas anuales y muy ramificados en la parte inferior y superior en el Norte de su distribución; perenne con numerosos tallos, simples o ramificados con un tronco leñoso en SW y S de su distribución. Se encuentra en Namibia, África del Sur y Madagascar.

## Taxonomía
Tephrosia acaciifolia fue descrita por Welw. exBaker   y publicado en Flora of Tropical Africa 2: 106. 1871
Etimología
Tephrosia: nombre genérico que deriva de las palabras griegas: τεφρος (tephros), que significa "ceniciento", en referencia a la coloración grisácea dado a las hojas por sus densos tricomas.
acaciifolia: epíteto latíno que significa "con hojas de Acacia" 
Sinonimia
- Tephrosia acaciaefolia Baker[4]